# Helianthemum villosum
Helianthemum villosum är en solvändeväxtart som beskrevs av Christiaan Hendrik Persoon. Helianthemum villosum ingår i släktet solvändor, och familjen solvändeväxter. Inga underarter finns listade i Catalogue of Life.